# فیروزه نوایی
فیروزه نوایی (زاده ۱۳۳۳ در اهواز) موسیقیدان، نوازنده فلوت و سرپرست «گروه کر فلوت تهران»، اهل ایران است.

## زندگی‌نامه
فیروزه نوایی پس از اتمام تحصیلات در هنرستان عالی موسیقی تهران با اخذ بورس تحصیلی وارد دانشگاه موسیقی وین شد.
استادان فلوت او در تهران منوچهر منشی زاده، مرلین سوئینتلا (Merlin Swindler) و مهدی جامعی بودند.

## فعالیت هنری
فیروزه نوایی نوازنده و مدرس فلوت و مدیر کر فلوت تهران، نزدیک به ۴۰ سال در اتریش اقامت داشته‌است ولی برای ایجاد همبستگی خانوادگی بیشتر، محل اقامت خود را از دو سال پیش از اطریش به سوئیس تغییر داده و هم‌اکنون ساکن سوئیس و به عنوان معلم موسیقی در اطریش به تدریس اشتغال دارد. همچنین وی دارای «مدرک درجه یک هنری» (معادل دکترا) از وزارت فرهنگ و ارشاد اسلامی می‌باشد.
«فیروزه نوایی» اولین بانوی فلوتیست ایران است که به عنوان نوازندهٔ «فلوت اول» به ارکستر سمفونیک تهران وارد شد و به استخدام رسمی آن درآمد. نوایی ۳۵ سال در ایران نبود، اما سال ۹۲ دوباره به ایران بازگشت.
او در این مدت، مسترکلاس‌هایی را هم برای علاقه‌مندان این ساز برگزار کرده و در همین راستا «گروه کُر فلوت تهران» را به همراه سعید تقدسی (همسر فیروزه نوایی) تشکیل داد.
کر فلوت تهران (TCF) به سرپرستی فیروزه نوایی و رهبری سعید تقدسی مجموعه کنسرت‌هایی را در شهرهای زوریخ، فلدکیرش، گراتس و وین در روزهای ۲۳ تا ۲۸ مارس به روی صحنه بردند. 
در کر فلوت تهران، همسر او سعید تقدسی رهبر، سهيل كوشان پور به عنوان مدير هنری و احسان تارخ به عنوان مدير اجرايی و سجاد پورقناد به عنوان مشاور فعاليت می كنند. 
وی هم‌اکنون رئیس هیئت مدیره «مؤسسه نوای چنگ فرزانه» می‌باشد و نیز مدیر هنری مؤسسه “BOA” در اتریش مشغول فعالیت می‌باشد.
پیام تقدسی نوازنده ویولنسل، فرزند فیروزه نوایی و سعید تقدسی است.